# Drusus carpathicus
Drusus carpathicus là một loài Trichoptera trong họ Limnephilidae. Chúng phân bố ở miền Cổ bắc.